# Horbelev Sogn
Horbelev Sogn 
ist eine Kirchspielsgemeinde (dän.: Sogn)
auf der Insel Falster im südlichen Dänemark.
Bis 1970 gehörte sie zur Harde Falsters Sønder Herred im damaligen Maribo Amt, danach zur Stubbekøbing Kommune im Storstrøms Amt, die im Zuge der  Kommunalreform zum 1. Januar 2007 in der Guldborgsund Kommune in der Region Sjælland aufgegangen ist.
Im Kirchspiel leben 1112 Einwohner, davon 579 im Kirchdorf (Stand: 1. Januar 2023).

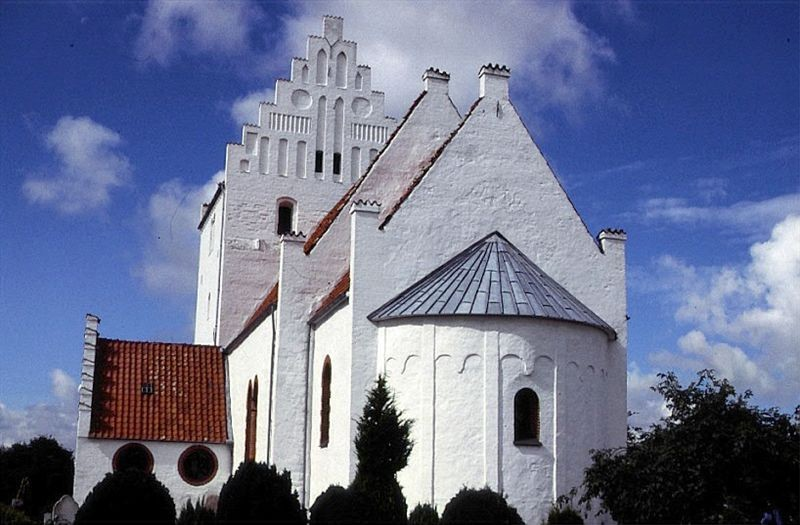
Horbelev Kirke

Im Kirchspiel liegt die Kirche „Horbelev Kirke“.
Nachbargemeinden sind im Südwesten Karleby Sogn, im Westen Horreby Sogn und Falkerslev Sogn und im Norden Maglebrænde Sogn und Aastrup Sogn.

## Persönlichkeiten
- Jørgen Ravn (1884–1962), Turner